# Elixer

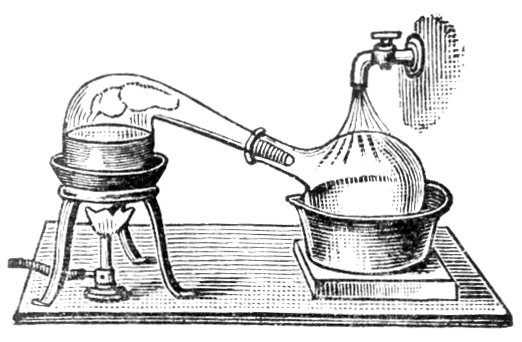
Een alchemistisch distilleerapparaat

Een elixer of elixir, ook wel levenselixer, (uit het Arabisch: الإكسير  - al-'iksīr) is een drankje, waaraan doorgaans bepaalde magische of geneeskundige eigenschappen worden toegeschreven. In de alchemie was het ook een andere naam voor de Steen der wijzen die onedele metalen kon omzetten in goud. Naar een levensverlengende substantie verwees de alchemist eerder met de term elixir vitae of levenselixer. Tegenwoordig is een elixer vaak een farmaceutisch geprepareerd drankje waarin een actief ingrediënt (bijvoorbeeld morfine) is opgelost in een vloeistof die ethylalcohol bevat (tussen de 40 en 60°) en die oraal wordt gebruikt. Elixers worden tegenwoordig ook vaak gemaakt van wodka of grappa.

## Functies
In vroeger eeuwen werden door druïden en magiërs dranken gebrouwen die verschillende functies konden hebben, zoals gebruik als:
- Toverdrank
- Hallucinogene drank
- Geneeskrachtige drank
- Levensversterkende of -verlengende drank
- Voorspellende drank
- Liefdesdrankje (Afrodisiacum)

## Samenstelling
Vaak was een elixer een mengsel van een aftreksel van kruiden of andere planten met bijvoorbeeld water, menselijke of dierlijke lichaamssappen (zoals bloed, urine, speeksel) of alcohol. Ook werden extracten van paddenstoelen gebruikt, alsmede metalen als goud en kwik.
De term elixer stond vaak synoniem voor een bitter drankje, een likeur, een waterige oplossing van artsenijmiddelen (medicijnen), een maagbitter, of een aromatisch product.
Een elixer kon zowel oraal als extern op het lichaam worden toegepast. De werking van een elixer hing af van de samenstelling, en van het geloof dat de gebruiker erin had. Elixers werden soms gecombineerd met rituelen en toverspreuken.

## Levenselixer
Het levenselixer (uit het Arabische الإكسير = 'elixer der onsterfelijkheid' of 'Danswater' of in het Perzisch Aab-e-Hayaat آب حیات en soms geassocieerd met de Steen der wijzen) is een legendarisch toverdrankje, dat de nuttiger ervan het eeuwige leven of de eeuwige jeugd zou kunnen geven. Veel beoefenaars van alchemie zochten naar zo'n drankje. Het levenselixer zou ook in staat zijn om alle ziekten te genezen, de doden tot leven te wekken en nieuw leven te creëren. Het concept is ook gerelateerd aan de mythes van Henoch, van Thoth en van Hermes Trismegistus, in wier diverse verhalen sprake is van het drinken van 'de witte druppels' (vloeibaar goud) waardoor ze onsterfelijk werden. Ook ligt er een associatie met de Koran, waarin Al Khidr ('De groene man') wordt genoemd, en daarnaast wordt een levenselixer genoemd in de teksten van de Nag Hammadi.

### Geschiedenis
Voor zover bekend is, is nooit een dergelijk levenselixer ontdekt, hoewel alchemisten in het antieke China, India en de Westerse wereld er veel tijd en moeite in hadden gestoken.
Aan een elixer kan ook worden gerefereerd als aan de 'Kwintessens van het leven' of door andere verwante benamingen, waarbij de 'kwintessens' dan refereert aan de vijf elementen van de Chinese alchemie en filosofie of aan een theoretisch vijfde element in de Europese alchemie. In andere culturen worden minder of juist veel meer elementen onderscheiden in de alchemistische filosofie (de meeste Europese alchemie kende aarde, water, vuur en lucht, maar vele magische stromingen hanteerden een vijfde onbekend element, wat ook in het gebruikte symbool van het Pentagram tot uitdrukking kwam). In India onderscheidde men maar liefst 36 elementen, die ook in bijvoorbeeld sommige indelingen van de muzikale raga's weer tot uitdrukking kwamen.

#### China
In het oude China lieten diverse keizers zoektochten houden naar het fabuleuze magische levenselixer, met uiteenlopende resultaten. Onder de Qin-dynastie zond Qin Shi Huang de taoïstische alchemist Xu Fu naar de oostelijke zee met 500 jongens en 500 meisjes om het elixer te vinden, maar Xu Fu kwam nooit terug (de legende vertelt dat hij in Japan werd teruggevonden). De antieke Chinezen geloofden dat het doorslikken van lang houdbare substanties als jade, vermiljoen of hematiet hun houdbaarheid zouden overdragen aan de slikker. Goud werd als zeer krachtig gezien, omdat het een niet-roestend kostbaar metaal was; het idee van drinkbaar goud werd in China aangetroffen tegen het einde van de 3e eeuw v Chr. Het bekendste Chinese boek over alchemie, de Tan Chin Yao Ch’eh ("Grote Geheimen der Alchemie," dat dateert uit ongeveer 650) bespreekt tot in detail het vervaardigen van elixers voor onsterfelijkheid (kwik, zwavel en kwikzout en arseenzouten zijn prominent aanwezig) maar ook elixers om bepaalde ziekten te genezen en om kostbare juwelen en sierstenen te vervaardigen.
Veel van deze drankjes waren verre van bijdragen aan een langer leven en zelfs zwaar giftig. Keizer Jiajing uit de Ming-dynastie stierf na het innemen van een dodelijke dosis kwik in een door alchemisten gemaakt "Levenselixer". De Britse historicus Joseph Needham stelde een lijst samen van Chinese keizers wier dood waarschijnlijk door het drinken van giftige elixers werd veroorzaakt. Met de opkomst van het Boeddhisme nam de interesse in de alchemie en elixers af. Boeddhisten kenden immers andere wegen naar onsterfelijkheid.
Er zijn anekdotes die suggereren dat Laozi, de stichter van het taoïsme beweerde dat thee een ingrediënt van een levenselixer zou zijn. In feite was de gefermenteerde drank die op basis van de theesoort Kombucha werd gemaakt, origineel in het Chinees bekend als de "Thee van de Onsterfelijkheid".

#### India
De oudste Indiase geschriften (de Vedas, Hindoestaanse heilige geschriften) bevatten dezelfde hints naar alchemie als die welke in China gangbaar waren, namelijk vage referenties aan een verband tussen goud en een lang leven. Kwik, dat een belangrijke rol speelde bij alchemisten over de hele wereld, wordt voor het eerst genoemd in de 4e tot 3e eeuw v.Chr. (Arthashastra), rond dezelfde tijd als het in China en in het Westen opduikt. Bewijs voor het idee om onedele metalen in goud te transformeren verschenen ook in de 2e tot 5e eeuw in Boeddhistische teksten, en terzelfder tijd in het westen. Omdat Alexander de Grote India was binnengevallen in 325, en een Griekse staat vestigde (Gandhara) die lang standhield, bestaat de mogelijkheid dat de Indiërs het idee van de Grieken overnamen, maar het is ook mogelijk dat het andersom was.
Het is ook mogelijk dat alchemie en concepten over medicijnkunde met het oog op levensverlenging uit China naar India kwamen of omgekeerd. In elk geval bleek steeds dat het maken van goud een bijzaak was, en het vinden van goede medicijnen een hoofdzaak, in beide culturen. Het levenselixer was overigens van ondergeschikt belang in India (het land kende immers andere wegen naar onsterfelijkheid). De Indiase elixers waren vaak op mineralen gebaseerde remedies voor specifieke ziekten, die hooguit het leven iets konden verlengen.
De Sikhs kennen het levenselixer als Amrit, de Nectar van Onsterfelijkheid (zie ook Amrit Sanskar).
Het boek Pancatantra (Vijf Lessen) uit India werd in de 6e eeuw in Perzië bekend als het levenselixer, dat de doden (onwetenden) tot leven wekt en werd door Borzui, de lijfarts van Khusro I, rond 570 van het Sanskriet in het Pahlevi vertaald. Het kreeg de naam Kalila u Dimana, naar de jakhalzen Karataka (Voorzichtig) en Damanaka (Sluw), die in de Pancatantra voorkomen. Het Levenselixer betreft dus in overdrachtelijke zin de wijsheid van dit boek.

#### Europa
Meer recent claimde de Franse alchemist Nicolas Flamel dat hij het levenselixer had ontdekt, en zowel voor zichzelf als zijn vrouw Perenelle onsterfelijkheid had verworven. Van de Graaf van St. Germain, een 18e-eeuwse edelman van duistere komaf en van mysterieuze kunne, werd ook gedacht dat hij het elixer had en dat hij al duizenden jaren oud was.
In april 2008 demonstreerde een groep jonge wetenschappers in een Portugees televisieprogramma (RTP - Abciência, Elixer der onsterfelijkheid) dat het mogelijk is om gistcellen onsterfelijk te maken. Dankzij de mogelijkheid (de 'expressie') van 'onsterfelijke genen' door biomoleculen die bestaan in plantenextracten bewezen ze dat ze de dood van gistcellen kunnen voorkomen die aan fatale stresscondities werden blootgesteld.

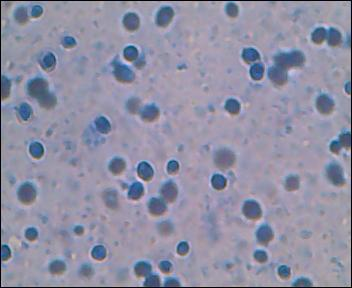
100% dode gistcellen

### Namen
Het levenselixer kent honderden namen (een student in de Chinese geschiedenis beweerde er meer dan 1000 gevonden te hebben) waaronder Amrit Ras of Amrita, Aab-i-Hayat, Maha Ras, Aab-Haiwan, Danswater, hasma-i-Kausar, Mansarover of de Poel van Nectar, Steen der Wijzen, en Soma Ras. Het woord 'elixer' werd voor het eerst aangetroffen in de 7e eeuw en stamt uit het Arabische begrip voor wonderbaarlijke substanties "al iksir". Sommigen zien in het elixer een metafoor voor de geest van God (bijvoorbeeld Jezus' referentie aan het "Water des Levens" of "de Fontein (Bron) des Levens"). De Schotten en Ieren namen de naam voor "vloeibaar goud" over: de Keltische naam voor whisky is uisge beatha, ofwel levenswater.
Noot: Aab-i-Hayat en Aab-i-Haiwan zijn Perzische namen en betekenen beiden "levenswater". "Chashma-i-Kausar" (niet "hasma") is de "Fontein van Mildheid", die volgens Moslims in het Paradijs staat. De Indiase naam "Amrit Ras" betekent "onsterfelijk sap", "Maha Ras" betekent "groot sap", en "Soma Ras" betekent "sap van Soma"; Soma was een psychoactieve drug, die de dichters van de Veda's hielp hun Veda-visioenen te ontvangen, maar de plant is tegenwoordig niet meer bekend. Later werd de betekenis van "Soma" 'maan'. "Ras" werd later een "heilige stemming, die ervaren wordt door naar goede gedichten of muziek te luisteren"; in totaal zijn er negen van. Mansarovar, het "meer van de geest" is het heilige meer aan de voet van de berg Kailash in Tibet, nabij de bron van de Ganges.